# Gülfem Hatun
Gülfem Hatun (turco ottomano: کلفام خاتون, "bocca di rosa"; ... – Costantinopoli, ottobre o novembre 1561) è stata una dama dell'harem e, eventualmente, una concubina del sultano ottomano Solimano il Magnifico.

## Biografia
La data di nascita, l'origine e il nome originale di Gülfem sono sconosciuti.
Entrò nell'harem di Solimano prima del 1520, quando questi era ancora uno Şehzade e governatore di Manisa. Le sue qualità le valsero l'apprezzamento del sultano, di cui divenne la confidente, e, secondo alcuni, anche la concubina.
Potrebbe essere stata la madre di Raziye Sultan e/o Şehzade Murad, due figli di Solimano morti infanti nel 1520, ma le madri di questi bambini non sono identificate e Gülfem non viene mai indicata nei documenti come consorte o madre reale.
Con la salita al trono di Solimano nel 1521 Gülfem si trasferì a Costantinopoli e venne inserita nella gerarchia amministrativa dell'harem. Se davvero fu una concubina, questo rappresenterebbe una violazione del protocollo: secondo tradizione, le concubine che perdevano i loro figli e che non erano più nell'interesse sessuale del sultano dovevano lasciare l'harem per essere relegate in provincia.
Gülfem raggiunse una posizione elevata come maitresse dell'harem, anche se è sconosciuto il suo ruolo preciso, come dimostrato dal suo alto stipendio di 150 aspri al giorno, pari o superiore a quello di alcune delle principesse ottomane di sangue. Inoltre, fu vicina a Hürrem Sultan, la consorte più amata di Solimano e sua moglie legale. Gülfem è infatti l'unica persona dell'harem citata nelle lettere di Hürrem e Solimano stesso le affidò la supervisione della sua ancora inesperta favorita, soprattutto in ambito finanziario. 
Nel 1542 Gülfem si dedicò alla beneficenza, commissionando una mensa per i poveri a Üsküdar e una moschea in legno a Costantinopoli con complesso annesso, ora chiamata Moschea Gülfem Hatun e completata dal sultano stesso dopo la sua morte.
Dopo la morte di Hürrem nel 1558 Gülfem fu vicina a Solimano e lo aiutò a distrarsi dal dolore della perdita della moglie.
Gülfem morì alla fine del 1561 e fu sepolta nella sua moschea. Alla sua morte è legata una leggenda secondo cui sarebbe stata uccisa da Solimano stesso dopo che fu accusata di aver tentato di vendere alle ragazze dell'harem la possibilità di passare la notte col sultano (Solimano era, eccezionalmente, monogamo dal 1521, anno in cui incontrò Hürrem, e non era tornato nell'harem neppure dopo la sua morte), così da finanziare la costruzione della sua moschea. Dopo ciò, Solimano avrebbe scoperto la falsità dell'accusa e avrebbe completato lui stesso la moschea, seppellendola all'interno con tutti gli onori. 

## Cultura popolare
- Nella miniserie televisiva turca del 2003, Hürrem Sultan, Gülfem Hatun è stata interpretata dall'attrice turca Yasemin Kozanoğlu.
- Nella serie TV storica turca del 2011, Muhteşem Yüzyıl, Gülfem Hatun è stata interpretata dall'attrice turca Selen Özturk.